# Znanost u 1976.
◄◄ | ◄ | 1973. | 1974. | 1975. | 1976.  | 1977. | 1978. | 1979. | ► | ►►
Arhitektura • Astronautika • Astronomija • Biologija • Film • Fotografija • Glazba • Kazalište • Kemija • Kiparstvo • Knjige • Književnost • Kršćanstvo • Meteorologija • Medicina • Planinarstvo • Politika • Pravo • Promet • Slikarstvo • Strip • Šport • Televizija • Znanost • Zrakoplovstvo • Željeznički promet
Znanost u 1976.

## Svijet

### Smrti
- 17. travnja: Henrik Dam, danski biokemičar i fiziolog (* 1895.)

## Vanjske poveznice
|  | Zajednički poslužitelj ima još gradiva o temi Znanost u 1976. |